# 清华大学男生节

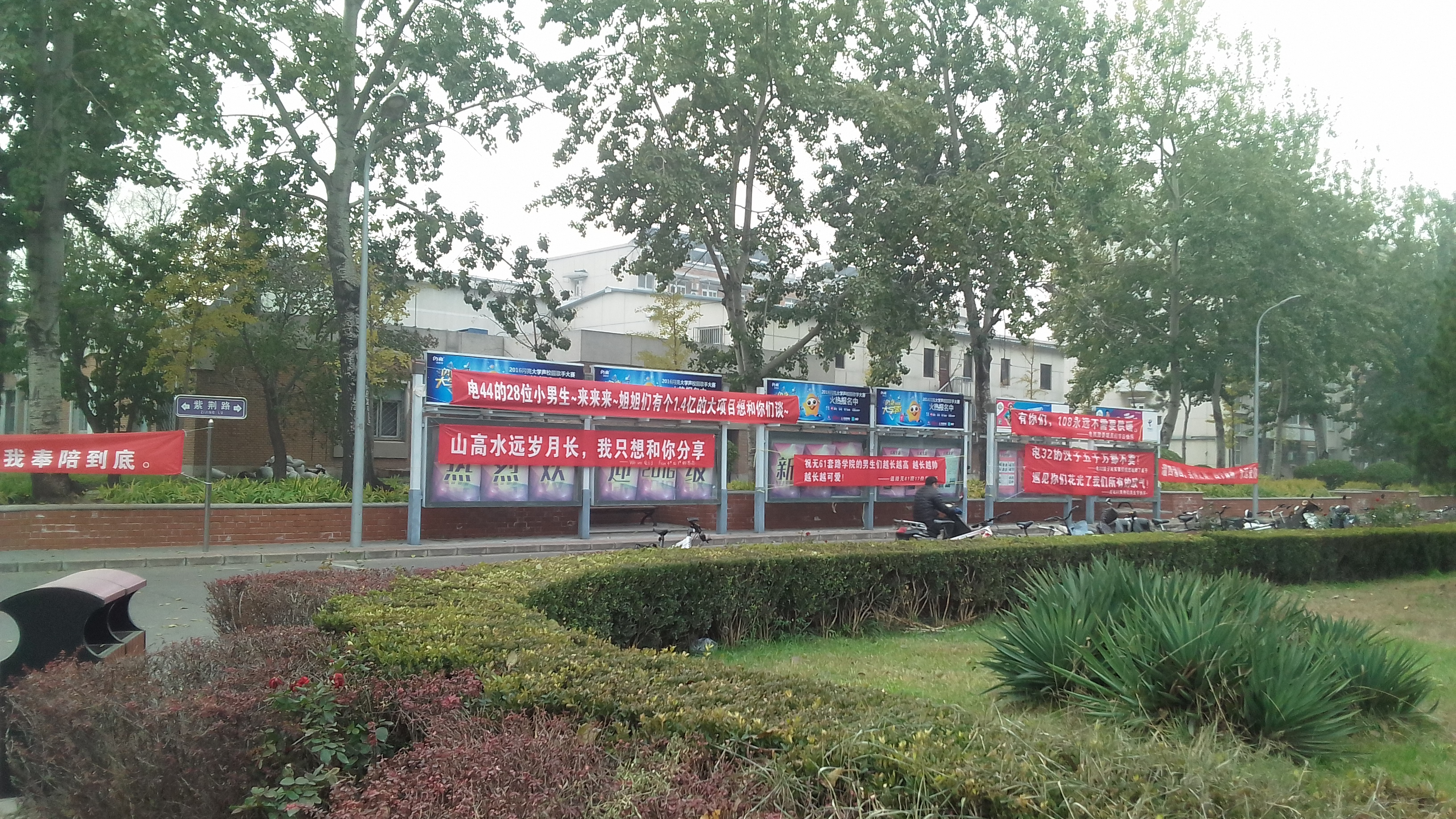
男生節的橫幅

清华大学男生节是中國的清華大學校内传统特色学生节日之一。自2002年起，每年11月12日（“光棍节”后一天），清华在校学生都会庆祝男生节，以表达女生们对男生们“早日脱离單身，找到属于自己的爱情”的美好祝愿。

## 节日意义
在清华学生眼中，男生节是重视度仅次于女生节的大型学生节日，全体学生都会积极参与，以增进男女生之间的情感交流。因清华工科居多，男生占比很高，故女生很受照顾，渊源已久的3月7日女生节即为典型代表。新千年之初，双11光棍节开始流行。参照妇女节前一天为女生节，以阴阳对称思维为据，学生们将光棍节后一天定为男生节来庆祝，女生们会在这一天为男生们额外做很多事情以表关爱。“男生节”倡导了一种健康向上的生活方式，给清华男生们的大学生活增添了色彩。

## 节日活动
男生节庆祝方式多种多样，按自愿自发原则可以班级、专业、院系甚至于全校又或者以各级学生组织为单位进行。横幅是比较醒目的标志性庆祝的一环，男生节还有很多其他庆祝方式：

### 爱心早餐
男生节当天，女生们起很早去给男生们送惊喜爱心早餐，通常包括牛奶鸡蛋和女生亲手做的寿司等各种自制早餐。

### 节日礼物
男生节前女生们会为男生们精心挑选礼物或者亲自动手做礼物，附上贺卡与男生节当天送出。

### 寝室设计
男生节前夕，女生会到男生寝室进行布置和装饰，按不同风格、不同主题将男生寝室装扮成完全不同的模样。

### 玩转紫荆
男生节期间，学校各中学生组织、学生社团会组织系列男生节庆祝活动，包括艺术团表演、园游会、PARTY、系列电影播放等。这些活动通常都会引燃学生热情，把紫荆公寓的节日气氛推向高潮。

### 商品打折周
男生节期间，学校内的很多商品特别对男生打折。学生超市、书店、餐馆、理发店、咖啡店等纷纷推出优惠活动。

### 其他
男生节当天通常会有各种形式的聚餐，聚餐前后会有组织方（或男生或女生）策划的各种娱乐项目，旨在让每个人都玩得开心。男生节也是清华学生表白高峰期之一。